# Seinäjoki
Seinäjoki (starinsko švedsko Östermyra), uradno švedsko Östermyra) je mesto v zahodni Finski in upravno središče regije Južne Ostrobotnije. Seinäjoki leži v zahodni notranjosti države in ob reki Seinäjoki. Prebivalstvo Seinäjokija je približno 66.000, medtem ko ima podregija približno 132.000 prebivalcev. Je 16. najbolj naseljena občina na Finskem in 13. najbolj naseljeno mestno območje v državi. Seinäjoki se je v zgodovini v švedščini imenoval Östermyra. Danes se to ime, ki nikoli ni bilo uradno, zelo redko uporablja tudi med švedsko govorečimi.
Seinäjoki je 80 kilometrov vzhodno od Vaase, 178 kilometrov severno od Tampereja, 193 kilometrov zahodno od Jyväskylä in 324 kilometrov jugozahodno od Ouluja.
Seinäjoki je nastal okoli tovarn železa in smodnika Östermyra bruk, ustanovljenih leta 1798. Leta 1868 je postal občina, leta 1931 trg, leta 1960 pa mesto. Leta 2005 je bila občina Peräseinäjoki združena v Seinäjoki in na začetku leta Leta 2009 sta bili sosednji občini Nurmo in Ylistaro združeni s Seinäjokijem. Samo mesto iz leta v leto vztrajno raste, temu primerno pa se zmanjšuje število prebivalcev okoliških občin.
Upravno in kulturno središče mesta, sestavljeno iz mestne hiše, knjižnice, cerkve, državnega urada in gledališča, je zasnoval arhitekt Alvar Aalto. Je eden od dveh njegovih urbanih načrtov, ki sta bila v celoti realizirana (drugi je v Rovaniemiju).

## Zgodovina
Naselbina se je na območju sedanjega Seinäjokija razširila v prvi polovici 16. stoletja. V 1550-ih naj bi bile v Seinäjokiju tri hiše: hiše Marttila, Jouppi in Uppa. Hiša Jouppila, ki se je ločila od hiše Jouppi, je nastala v istem stoletju. Vse hiše so bile na bregu reke.
Seinäjoki je pripadal cerkveni župniji Ilmajoki tako kot Kurikka, Kauhajoki, Jalasjärvi in Alavus. Vendar pa so bile v 18. stoletju ceste od Seinäjokija do cerkve Ilmajoki na splošno v slabem stanju. Zato so prebivalci Seinäjokija in sosednjega Nurma leta 1725 skupaj zgradili novo kapelo, kar je leta 1765 privedlo do nastanka kapelskega mesta Nurmo. Seinäjoki, ki se je od Velike jeze imenoval Alaseinäjoki, je postal del mesta kapele. Župnija kapela Peräseinäjoki je bila ustanovljena leta 1798 in vas Alaseinäjoki se je začela znova imenovati Seinäjoki. Istega leta je bila na obali reke Seinäjoki ustanovljena jeklarna Östermyra.
V 1850-ih so bili sprejeti ukrepi za ločitev Seinäjokija od cerkvene župnije Nurmo. Ilmajoki je želel Seinäjoki povezati nazaj s svojo župnijo. Kljub ostrim nasprotovanjem prebivalcev Nurma je finski senat leta 1863 sprejel peticijo prebivalcev Seinäjokija za ustanovitev lastne kapele. Seinäjoki je dobil samostojno lokalno vlado leta 1868. Leta 1900 je Seinäjoki postal neodvisna občina.
Seinäjoki je zrasel okoli nekaj pomembnih železniških prehodov. Železnica Tampere–Vaasa, ki poteka skozi Seinäjoki, je bila slovesno odprta leta 1883. Proga, skupaj s progo Kokkola, ki je bila odprta za železniške storitve leta 1885, in progo Kristinestad, ki je bila dokončana leta 1913, je Seinäjoki dvignila v pomembno železnico. prehod na Finskem. V zgodnjih 1970-ih je bila odprta direktna železnica med Tamperejem in Seinäjokijem, storitve v Seinäjokiju pa so se še izboljšale.
Po zimski in nadaljevalni vojni je bilo nekaj beguncev iz Jaakkime in Lumivaare preseljenih v Seinäjoki.

## Geografija
Sosednje občine Seinäjoki so Kauhava na severu, Lapua na severovzhodu, Kuortane in Alavus na vzhodu, Virrat in Kihniö na jugu, Ilmajoki in Kurikka na zahodu ter Isokyrö na severozahodu.
Delež vode v pokrajini Seinäjoki je majhen. Reka Seinäjoki teče skozi mesto v smeri jugovzhod-severozahod in zavije na severni meji središča mesta ter se poveže z reko Kyrönjoki, ki se na območju Vaasa izliva v Botniški zaliv.
Najpomembnejše cestne povezave v Seinäjokiju so ceste 16, 18 (med mestoma Vaasa in Jyväskylä), 19 in 67.

## Gospodarstvo
Nordic Regional Airlines ima svoj finančni urad v Seinäjoki. Njegov predhodnik, Finncomm Airlines, je imel glavno pisarno na območju letališča Seinäjoki v bližnjem Ilmajokiju.
Glede na tržno površino je Seinäjoki šesto največje mesto v državi. Seinäjoki ima tudi nacionalno in mednarodno pomembno proizvodnjo hrane ter industrijo raziskav in razvoja. Prehrambeno podjetje Atria Corporation s sedežem v Seinäjokiju je leta 2009 doseglo 1316 milijonov EUR čiste prodaje in je zaposlovalo povprečno 6214 ljudi v več državah. Glede na študijo, ki jo je konec leta 2018 objavila revija Economic Survey, ima Seinäjoki najboljšo podobo med voditelji podjetij med 36 največjimi finskimi mesti in občinami. V raziskavi so direktorje in finančne direktorje podjetij, ki delujejo na tem območju, spraševali o zadevah občine.
Seinäjoki je dobro znan tudi po velikem številu MSP in velikem številu trgovin glede na svojo velikost. Eno najpomembnejših nakupovalnih središč v Seinäjokiju je nakupovalno središče Torikeskus v središču mesta.

## Kultura
V Seinäjokiju je danes veliko vrst kulturnih dogodkov. Seinäjoki je na primer znan po tem, da gosti tri velike poletne dogodke: Tangomarkkinat, ki je festival tanga, ki običajno privabi več kot 100.000 obiskovalcev letno, Vauhtiajot, ki je dogodek/glasbeni festival motornih dirk, in Provinssirock, ki je eden največjih in najstarejši rock festivalov na Finskem. Rytmikorjaamo je priljubljen rock klub, v katerem skoraj vsak konec tedna nastopijo nekateri finski ali mednarodni umetniki. V Seinäjoki je tudi več drugih barov in klubov, ki ponujajo živo glasbo in drugo zabavo. Mestno gledališče Seinäjoki ima širok, kakovosten program skozi vse leto in ponuja predstave za vsakogar. Mestni orkester Seinäjoki izvaja številne koncerte na tem območju in je imel veliko turnej na Finskem in v tujini.

### Središče Aalto
Aalto Center (finsko Aaltokeskus) je upravno in kulturno središče mesta Seinäjoki. Obsega šest stavb, ki jih je zasnoval Alvar Aalto in so bile večinoma dokončane med letoma 1960 in 1968. Center predstavlja eno najpomembnejših Aaltovih del in je kot arhitekturna celota opazna na Finskem in celo v svetu. Leseni načrt središča je v zbirkah Muzeja moderne umetnosti v New Yorku.
Šest stavb centra je:
- Cerkev Lakeuden Risti (1960)
- Mestna hiša (1962)
- Mestna–pokrajinska knjižnica (1965)
- Župnijsko središče (1966)
- Mestna in državna poslovna stavba (1968)
- Mestno gledališče (1987)